# Phigalia verecundaria
Phigalia verecundaria är en fjärilsart som beskrevs av John Henry Leech 1897. Phigalia verecundaria ingår i släktet Phigalia och familjen mätare. Inga underarter finns listade i Catalogue of Life.